# Championnats d'Amérique centrale et des Caraïbes d'athlétisme 1985
Les 10es Championnats d'Amérique centrale et des Caraïbes d'athlétisme ont eu lieu à Nassau, aux Bahamas, en 1985. 

## Résultats

### Hommes
| Épreuve | Or                                                            | Or                | Argent                                                       | Argent          | Bronze                              | Bronze                              |
| --- | ------------------------------------------------------------- | ----------------- | ------------------------------------------------------------ | --------------- | ----------------------------------- | ----------------------------------- |
| 100 m | Andrés Simón Cuba                                             | 10 s 22           | Osvaldo Lara Cuba                                            | 10 s 30         | Fabian Whymns Bahamas               | 10 s 41                             |
| 200 m | Leandro Peñalver Cuba                                         | 20 s 56 CR        | Félix Stevens Cuba                                           | 20 s 70         | David Smith Jamaïque                | 20 s 82                             |
| 400 m | Roberto Hernández Cuba                                        | 45 s 34           | Bert Cameron Jamaïque                                        | 45 s 44         | Elvis Forde Barbade                 | 45 s 74                             |
| 800 m | Reuben Bayley Barbade                                         | 1 min 48 s 93     | Steve Burgess Bermudes                                       | 1 min 49 s 48   | Livingston Marshall Bahamas         | 1 min 49 s 77                       |
| 1 500 m | Rafael Martínez Mexique                                       | 3 min 43 s 81     | Francisco Pacheco Mexique                                    | 3 min 44 s 75   | Carlos Quiñones Porto Rico          | 3 min 45 s 60                       |
| 5 000 m | Francisco Pacheco Mexique                                     | 13 min 53 s 30 CR | Silvio Salazar Colombie                                      | 13 min 54 s 00  | Mauricio González Mexique           | 14 min 11 s 50                      |
| 10 000 m | Jesús Herrera Mexique                                         | 29 min 56 s 30    | Martín Pitayo Mexique                                        | 29 min 58 s 20  | Silvio Salazar Colombie             | 30 min 12 s 00                      |
| Marathon | Claudio Cabán Porto Rico                                      | 2 h 38 min 18     | Anthony Williams Bahamas                                     | 2 h 43 min 25   | Seulement deux médailles attribuées | Seulement deux médailles attribuées |
| 3000 m steeple | Juan Ramón Conde Cuba                                         | 8 min 36 s 80 CR  | Juan Jesús Linares Cuba                                      | 8 min 39 s 20   | Carmelo Ríos Porto Rico             | 8 min 40 s 90                       |
| 110 m haies | Alejandro Casañas Cuba                                        | 13 s 68           | Juan Saborit Cuba                                            | 13 s 83         | Gary Bullard Bahamas                | 14 s 74                             |
| 400 m haies | Jesús Aguilasocho Mexique                                     | 49 s 81 CR        | Greg Rolle Bahamas                                           | 51 s 01         | Wilfredo Santiago Porto Rico        | 51 s 30                             |
| Saut en hauteur | Javier Sotomayor Cuba                                         | 2,30 m CR         | Francisco Centelles Cuba                                     | 2,30 m          | Clarence Saunders Bermudes          | 2,14 m                              |
| Saut à la perche | Rubén Camino Cuba                                             | 5,20 m =CR        | Manuel Fuentes Venezuela                                     | 4,70 m          | Alberto Nieves Porto Rico           | 4,60 m                              |
| Saut en longueur | Jaime Jefferson Cuba                                          | 8,13 m CR         | Ubaldo Duany Cuba                                            | 8,07 m          | Elmer Williams Porto Rico           | 7,93 m (w)                          |
| Triple saut | Steve Hanna Bahamas                                           | 17,07 m CR        | Lázaro Balcindes Cuba                                        | 16,80 m         | Ernesto Torres Porto Rico           | 16,46 m (w)                         |
| Lancer du poids | Paul Ruiz Cuba                                                | 18,98 m           | Luis Delís Cuba                                              | 18,52 m         | James Dedier Trinité-et-Tobago      | 16,37 m                             |
| Lancer du disque | Luis Delís Cuba                                               | 66,50 m CR        | Juan Martínez Cuba                                           | 64,78 m         | Bradley Cooper Bahamas              | 60,10 m                             |
| Lancer du marteau | Alejandro Labardesque Cuba                                    | 63,90 m           | Francisco Soria Cuba                                         | 60,68 m         | David Castrillón Colombie           | 59,42 m                             |
| Lancer du javelot | Reinaldo Patterson Cuba                                       | 79,20 m           | Ramón González Cuba                                          | 76,88 m         | Juan de la Garza Mexique            | 74,90 m                             |
| Décathlon | Sidney Cartwright Bahamas                                     | 7 000 pts         | Brooke Onley Bermudes                                        | 6 908 pts       | Ron McPhee Bahamas                  | 6 694 pts                           |
| 20 km marche | Ernesto Canto Mexique                                         | 1 h 28 min 26 s   | Biliulfo Andablo Mexique                                     | 1 h 31 min 16 s | Héctor Moreno Colombie              | 1 h 32 min 52 s                     |
| 50 km marche | Martín Bermúdez Mexique                                       | 4 h 22 min 33 s   | Pedro Aroche Mexique                                         | 4 h 28 min 09 s | Edel Oliva Cuba                     | 4 h 40 min 37 s                     |
| 4 × 100 m | Cuba Osvaldo Lara Leandro Peñalver Félix Stevens Andrés Simón | 39 s 17 CR        | Bahamas Grey Austin Albury Fabian Whymns Audrick Lightbourne | 40 s 25         | Porto Rico                          | 40 s 5                              |
| 4 × 400 m | Cuba                                                          | 3 min 03 s 38 CR  | Barbade David Peltier Richard Louis Carter Elvis Forde       | 3 min 03 s 69   | Mexique                             | 3 min 07 s 50                       |
| Records et Performances - AR : Record continental (area record) - CR : Record des championnats (championship record) - MR : Record du meeting (meet record) - NR : Record national (national record) - OR : Record olympique (olympic record) - PR : Record paralympique (paralympic record) - PB : Record personnel (personal best) - SB : Meilleure performance personnelle de la saison (season's best) - WL : Meilleure performance mondiale de l'année (world leader) - WJR : Record du monde junior (world junior record) - WR : Record du monde (world record) Circonstances et Conditions - DNF : N'a pas terminé (did not finish) - DNS : N'a pas pris le départ (did not start) - DQ : Disqualification (disqualification) - NM : Aucun essai valable enregistré (No Mark) - Q : Qualifié « directement » au prochain tour (ou à la prochaine compétition), lors d'une compétition majeure, grâce au classement ou à la réalisation des minima (automatic qualifier) - q : Qualifié au prochain tour (ou à la prochaine compétition), lors d'une compétition majeure, grâce au repêchage ou à la réalisation de l'une des meilleures performances parmi celles des « non qualifiés directement » (grâce au meilleur temps ou à la meilleure distance par exemple) (secondary qualifier) |                                                               |                   |                                                              |                 |                                     |                                     |

### Femmes
| Épreuve | Or                       | Or                | Argent                     | Argent         | Bronze                              | Bronze         |
| --- | ------------------------ | ----------------- | -------------------------- | -------------- | ----------------------------------- | -------------- |
| 100 m | Merlene Ottey Jamaïque   | 11 s 18 CR        | Grace Jackson Jamaïque     | 11 s 27        | Pauline Davis Bahamas               | 11 s 47        |
| 200 m | Merlene Ottey Jamaïque   | 22 s 39 CR        | Grace Jackson Jamaïque     | 22 s 64        | Pauline Davis Bahamas               | 23 s 37        |
| 400 m | Ana Fidelia Quirot Cuba  | 50 s 96 CR        | Andrea Thomas Jamaïque     | 52 s 58        | Jocelyn Joseph Antigua-et-Barbuda   | 53 s 25        |
| 800 m | Ana Fidelia Quirot Cuba  | 2 min 03 s 60 CR  | Nery McKeen Cuba           | 2 min 04 s 10  | Norfalia Carabalí Colombie          | 2 min 05 s 40  |
| 1 500 m | Angelita Lind Porto Rico | 4 min 23 s 35     | Nery McKeen Cuba           | 4 min 25 s 03  | Alicia Diffourt Cuba                | 4 min 25 s 84  |
| 3 000 m | Santa Velázquez Mexique  | 9 min 35 s 10 CR  | Adriana Frausto Mexique    | 9 min 46 s 10  | Sergia Martínez Cuba                | 9 min 47 s 90  |
| 10 000 m | Yolanda Veranes Cuba     | 36 min 56 s 40 CR | Carmen Martínez Porto Rico | 37 min 28 s 30 | Ileana Arroyo Porto Rico            | 37 min 48 s 20 |
| 100 m haies | Grisel Machado Cuba      | 13 s 43 (w)       | Sandra Taváres Mexique     | 13 s 78 (w)    | Odalys Hernández Cuba               | 13 s 83 (w)    |
| 400 m haies | Belkis Chávez Cuba       | 58 s 77           | Odalys Hernández Cuba      | 59 s 50        | Carmel Major Bahamas                | 59 s 90        |
| saut en hauteur | Silvia Costa Cuba        | 1,88 m CR         | Cristina Fink Mexique      | 1,81 m         | Laura Agront Porto Rico             | 1,75 m         |
| Saut en longueur | Shonel Ferguson Bahamas  | 6,47 m (w)        | Eloína Echevarría Cuba     | 6,41 m (w)     | Victoria Despaigne Cuba             | 5,97 m         |
| Lancer du poids | Marcelina Rodríguez Cuba | 17,16 m           | Rosa Fernández Cuba        | 16,76 m        | Laverne Eve Bahamas                 | 14,54 m        |
| Lancer du disque | Maritza Martén Cuba      | 61,02 m           | Hilda Ramos Cuba           | 60,78 m        | María Isabel Urrutia Colombie       | 55,56 m        |
| Lancer du javelot | Mayra Vila Cuba          | 63,38 m CR        | María Caridad Colón Cuba   | 62,78 m        | Sonya Smith Bermudes                | 49,44 m        |
| Heptathlon | Victoria Despaigne Cuba  | 5 323 pts         | Nadia Katich Colombie      | 5 245 pts      | Leyda Castro République dominicaine | 4 884 pts      |
| 4 × 100 m | Bahamas                  | 45 s 71           | Mexique                    | 46 s 04        | Porto Rico                          | 47 s 25        |
| 4 × 400 m | Cuba                     | 3 min 34 s 47 CR  | Mexique                    | 3 min 40 s 75  | Bahamas                             | 3 min 43 s 33  |
| Records et Performances - AR : Record continental (area record) - CR : Record des championnats (championship record) - MR : Record du meeting (meet record) - NR : Record national (national record) - OR : Record olympique (olympic record) - PR : Record paralympique (paralympic record) - PB : Record personnel (personal best) - SB : Meilleure performance personnelle de la saison (season's best) - WL : Meilleure performance mondiale de l'année (world leader) - WJR : Record du monde junior (world junior record) - WR : Record du monde (world record) Circonstances et Conditions - DNF : N'a pas terminé (did not finish) - DNS : N'a pas pris le départ (did not start) - DQ : Disqualification (disqualification) - NM : Aucun essai valable enregistré (No Mark) - Q : Qualifié « directement » au prochain tour (ou à la prochaine compétition), lors d'une compétition majeure, grâce au classement ou à la réalisation des minima (automatic qualifier) - q : Qualifié au prochain tour (ou à la prochaine compétition), lors d'une compétition majeure, grâce au repêchage ou à la réalisation de l'une des meilleures performances parmi celles des « non qualifiés directement » (grâce au meilleur temps ou à la meilleure distance par exemple) (secondary qualifier) |                          |                   |                            |                |                                     |                |

## Tableau des médailles
| Rang | Nation                 | Or | Argent | Bronze | Total |
| ---- | ---------------------- | -- | ------ | ------ | ----- |
| 1    | Cuba                   | 25 | 18     | 5      | 48    |
| 2    | Mexique                | 7  | 9      | 3      | 19    |
| 3    | Bahamas                | 4  | 3      | 10     | 17    |
| 4    | Jamaïque               | 2  | 4      | 1      | 7     |
| 5    | Porto Rico             | 2  | 1      | 10     | 13    |
| 6    | Barbade                | 1  | 1      | 1      | 3     |
| 7    | Colombie               | 0  | 2      | 5      | 7     |
| 8    | Bermudes               | 0  | 2      | 2      | 4     |
| 9    | Venezuela              | 0  | 1      | 0      | 1     |
| 10   | Trinité-et-Tobago      | 0  | 0      | 1      | 1     |
| 10   | Antigua-et-Barbuda     | 0  | 0      | 1      | 1     |
| 10   | République dominicaine | 0  | 0      | 1      | 1     |